# 1754년
1754년은 화요일로 시작하는 평년이다.

## 연호
- 청(淸) 건륭(乾隆) 19년
- 일본(日本) 호레키(宝暦) 4년
- 후 레 왕조(後黎朝) 까인흥(景興) 15년

## 기년
- 류큐(琉球) 쇼보쿠왕(尚穆王) 3년
- 청(淸) 고종 건륭제(高宗 乾隆帝) 19년
- 조선(朝鮮) 영조(英祖) 30년
- 후 레 왕조(後黎朝) 현종(顯宗) 15년

## 탄생
- 1월 3일 - 미국의 정치인 대니얼 로저스. (~1806년)
- 1월 15일 - 프랑스의 혁명기 때 정치가 자크 피에르 브리소. (~1793년)
- 8월 21일
  - 스코틀랜드의 발명가 윌리엄 머독. (~1839년)
  - 잉글랜드의 군인, 정치인 배내스터 탈턴. (~1833년)
- 8월 23일 - 프랑스의 왕국 루이 16세. (~1793년)
- 10월 1일 - 러시아 제국의 로마노프 왕조 9번째 군주 파벨 1세. (~1801년)

## 사망
- 1월 28일 - 덴마크, 노르웨이의 작가, 철학자, 소설가, 역사가, 극작가 루드비 홀베르. (1684년~)